# うたバッカ
『うたバッカ』は、MBSラジオで2014年4月2日から2016年9月23日まで平日の未明に放送されていた音楽リクエスト番組である。
2015年3月までは毎週火曜日 - 木曜日の未明（水曜日 - 金曜日の深夜）に生放送。以降は、事前に収録した内容を、毎週木・金曜日の未明（水・木曜日の深夜）に放送していた。
このページでは、 『月極うたバッカ』（2014年4月から2015年3月まで月に1回のペースで水曜日の深夜に放送していたスピンオフ番組）についても取り上げる。また、放送開始・終了日などを暦日で表記する。

## 概要
- 2014年4月2日（1日深夜）に放送開始。2 - 3時台はこれまでJRNやNRNのネットワーク番組が放送されていたが、2009年3月以来5年ぶりに自社制作番組が復活した。
- 2013年度下半期に放送された『うたぐみPARTY』の流れを汲むリスナー参加型の音楽番組で、日替わりでテーマを設定。ジャンルを問わず、そのテーマに沿った楽曲を流すことで、「歌バカ」と称するディスクジョッキーとリスナーが深くつながることを目指している。
- 歌や音楽が好きなことを自任するお笑い芸人やミュージシャンを、日替わりでディスクジョッキーに起用。その一方で、事前に収録するゲストアーティストやアイドル歌手へのインタビューを、基本としてプロデューサーやディレクターが担っている。
- 2015年4月2日（1日深夜）放送分からは、放送枠を木曜日・金曜日の1:00 - 2:00（水曜・木曜深夜）に集約。従来の曜日別テーマを継承しつつ、木曜（水曜深夜）分を『福本愛菜のうたバッカ』、金曜（木曜深夜）分を『桜 稲垣早希のアニメ・アイドルバッカ』に改称した。本編も、複数のパーソナリティによる生放送から、1人のパーソナリティによる収録放送へ移行。また、ディレクターが本編にも登場するようになった。
- 木曜分は2016年9月22日（21日深夜）、金曜分は23日（22日深夜）で放送を終了。翌週からは、稲垣と三田麻央（NMB48）の出演による『桜 稲垣早希のアニメ・アイドルスタジオ』を水曜日の深夜、福本と福本晋悟（毎日放送アナウンサー）の出演による『福本愛菜の+music』を金曜日の深夜に編成する。

## 各曜日のテーマ
水曜日未明（火曜日深夜）：今夜は○○（ほにゃらか）バッカ
毎回あるテーマに沿った楽曲（例：「ある年のヒット曲」など）についてのリクエストを募る。童謡を今風にアレンジ（替え歌）するコーナーもある。
木曜日未明（水曜日深夜）：イマコレバッカ
水曜日は新譜が発売されることが多いため、直近に発売された邦楽や演歌などの新譜を紹介する。
金曜日未明（木曜日深夜）：アニメ・アイドルバッカ
古今東西のアイドル歌手・ユニットの楽曲、さらにはアニメソングや懐かしい子供向けアニメ・ドラマの番組の主題歌などを取り上げる。

## 放送時間・DJの変遷
| 期間                  | 放送時間         | 放送時間    | 水曜日未明 （火曜日深夜）                  | 木曜日未明 （水曜日深夜）      | 金曜日未明 （木曜日深夜）                     |
| --------------------- | ---------------- | ----------- | ------------------------------------------ | ------------------------------ | --------------------------------------------- |
| 2014年4月 - 9月       | 水未明（火深夜） | 1:30 - 4:00 | 石原正一 福本愛菜                          | 笑福亭鉄瓶 久川実津紀（grram） | 桜 稲垣早希 ムサ ヒデカズ（ワタナベフラワー） |
| 2014年4月 - 9月       | 木未明（水深夜） | 1:30 - 4:00 | 石原正一 福本愛菜                          | 笑福亭鉄瓶 久川実津紀（grram） | 桜 稲垣早希 ムサ ヒデカズ（ワタナベフラワー） |
| 2014年4月 - 9月       | 金未明（木深夜） | 1:00 - 4:00 | 石原正一 福本愛菜                          | 笑福亭鉄瓶 久川実津紀（grram） | 桜 稲垣早希 ムサ ヒデカズ（ワタナベフラワー） |
| 2014年10月 - 12月     | 水未明（火深夜） | 1:30 - 4:00 | ナカノアツシ（GRAND COLOR STONE） 福本愛菜 | 笑福亭鉄瓶 久川実津紀（grram） | 学天即（四条和也・奥田修二） 桜 稲垣早希      |
| 2014年10月 - 12月     | 木未明（水深夜） | 1:30 - 4:00 | ナカノアツシ（GRAND COLOR STONE） 福本愛菜 | 笑福亭鉄瓶 久川実津紀（grram） | 学天即（四条和也・奥田修二） 桜 稲垣早希      |
| 2014年10月 - 12月     | 金未明（木深夜） | 1:10 - 4:00 | ナカノアツシ（GRAND COLOR STONE） 福本愛菜 | 笑福亭鉄瓶 久川実津紀（grram） | 学天即（四条和也・奥田修二） 桜 稲垣早希      |
| 2015年1月 - 3月       | 水未明（火深夜） | 1:30 - 4:00 | ナカノアツシ（GRAND COLOR STONE） 福本愛菜 | 笑福亭鉄瓶 久川実津紀（grram） | 学天即（四条和也・奥田修二） 桜 稲垣早希      |
| 2015年1月 - 3月       | 木未明（水深夜） | 1:30 - 4:00 | ナカノアツシ（GRAND COLOR STONE） 福本愛菜 | 笑福亭鉄瓶 久川実津紀（grram） | 学天即（四条和也・奥田修二） 桜 稲垣早希      |
| 2015年1月 - 3月       | 金未明（木深夜） | 1:00 - 4:00 | ナカノアツシ（GRAND COLOR STONE） 福本愛菜 | 笑福亭鉄瓶 久川実津紀（grram） | 学天即（四条和也・奥田修二） 桜 稲垣早希      |
| 2015年4月 - 2016年9月 | 木未明（水深夜） | 1:00 - 2:00 | （番組終了）                               | 福本愛菜                       | 桜 稲垣早希                                   |
| 2015年4月 - 2016年9月 | 金未明（木深夜） | 1:00 - 2:00 | （番組終了）                               | 福本愛菜                       | 桜 稲垣早希                                   |

特記事項
- 前日に『MBSベースボールパーク』（プロ野球中継）を21:00以降も放送した場合には、当番組の放送開始時間を遅らせていた。生放送だった2014年度には、4時台を『モーニングミックス』（自社制作の事前収録番組）の放送枠（同年9月まで）や『ラジオ・パープル』（TBSラジオ制作）の同時ネット枠（同年10月から2015年3月まで）に充てていたため、4:00までに終了させるべく放送時間を随時短縮。1時間枠の収録放送へ移行した2015年度以降は、『Till Dawn Music』（『ラジオ・パープル』に代わって同年度から後枠で放送を開始した自社制作番組）の放送時間を短縮させるようになったため、放送枠の完全スライドで対応していた。

## 月極うたバッカ
『月極うたバッカ』（つきぎめうたバッカ）は、MBSラジオで木曜未明（水曜深夜）に生放送されていた音楽番組。2011年10月から2014年3月まで放送された『月極うたぐみ』の後継番組に当たる。
MBSラジオの2015年4月改編で、当番組の放送枠を『伊東正治のミュージック・バル』と『福本愛菜のうたバッカ』に充てることから、同年3月28日（27日深夜）放送分で終了。

### 放送時間
毎週木曜日0:30 - 1:30（水曜深夜）

### 出演者
| 年月   | 年月 | 出演者           |
| ------ | ---- | ---------------- |
| 2014年 | 4月  | 山崎あおい       |
| 2014年 | 5月  | 黒猫チェルシー   |
| 2014年 | 6月  | N'夙川BOYS       |
| 2014年 | 7月  | 東京カランコロン |
| 2014年 | 8月  | LEGO BIG MORL    |
| 2014年 | 9月  | ボールズ         |
| 2014年 | 10月 | フレデリック     |
| 2014年 | 11月 | オレスカバンド   |
| 2014年 | 12月 | THE イナズマ戦隊 |
| 2015年 | 1月  | 空想委員会       |
| 2015年 | 2月  | PAN              |
| 2015年 | 3月  | Homecomings      |